# マスグレイヴ準男爵
マスグレイヴ準男爵（Musgrave baronets）は、イギリスの準男爵位。過去に4回創設されており、第1期と第3期の物が現存している。
第一期のウェストモーランド州におけるハートリー城のマスグレイヴ準男爵(Musgrave Baronet, of Hartley Castle in the County of Westmorland)は、ウェストモーランド選挙区選出の庶民院議員だったリチャード・マスグレイヴ(1585頃–1615)が1611年6月29日にイングランド準男爵位として与えられたのにはじまる。以降今日まで彼の男系男子によって継承され、2019年現在の当主は第15代準男爵サー・クリストファー・マスグレイヴ(1949-)である。ハートリー城のマスグレイヴ準男爵家はかつてハートリー城を居城とした。
第二期のカンバーランド州におけるヘイトン城のマスグレイブ準男爵(Musgrave Baronet, of Hayton Castle in the County of Cumberland)は、ヘイトン城を居城とするエドワード・マスグレイヴ(1621頃–1673)が1638年にノヴァスコシア準男爵位として与えられたのにはじまるが、第10代準男爵サー・ウィリアム・マスグレイヴ(1792–1875)の死去により男子継承者を欠いて廃絶した。
第三期のウォーターフォード県におけるトーリンのマスグレイヴ準男爵(Musgrave Baronet, of Tourin in the County of Waterford)は、アイルランド庶民院議員リチャード・マスグレイヴ (1746–1818)が1782年12月2日にアイルランド準男爵位として与えられたのにはじまる。彼には子供はなかったが、この準男爵位には兄弟を特別継承者(special remainder)とする規定が付けられており、弟のクリストファー・マスグレイヴが2代準男爵位を継承。以降彼の男系男子によって今日まで継承されており、2019年現在の当主は第8代準男爵サー・クリストファー・マスグレイヴ(1959-)である。
第四期のアントリム県におけるドラムグラスのマスグレイヴ準男爵(Musgrave Baronet, of Drumglass in the County of Antrim)は、実業家・慈善家のジェイムズ・マスグレイヴ(1829–1904)が1897年3月4日に連合王国準男爵位として叙されたが、彼一代で廃絶した。

## ハートリー城のマスグレイヴ準男爵 (1611年)

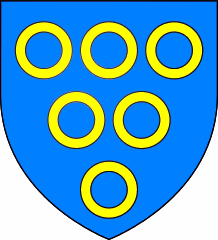
カンバーランドのイーデンホールとハートリーのマスグレイヴ家の紋章「Azure, six annulets three, two, one, or」

- 初代準男爵サー・リチャード・マスグレイヴ（英語版）  (1585頃–1615)
- 2代準男爵サー・フィリップ・マスグレイヴ（英語版） (1607–1678)
- 3代準男爵サー・リチャード・マスグレイヴ (-1687)
- 4代準男爵サー・クリストファー・マスグレイヴ（英語版） (1631頃-1704)
- 5代準男爵サー・クリストファー・マスグレイヴ（英語版） (1688–1736)
- 6代準男爵サー・フィリップ・マスグレイヴ（英語版） (1712頃–1795)
- 7代準男爵サー・ジョン・シャーディン・マスグレイヴ (1757–1806)
- 8代準男爵サー・フィリップ・マスグレイヴ（英語版） (1794–1827)
- 9代準男爵サー・クリストファー・ジョン・マスグレイヴ (1797頃–1834)
- 10代準男爵サー・ジョージ・マスグレイヴ (1799–1872)
- 11代準男爵サー・リチャード・コートネイ・マスグレイヴ (1838–1881)
- 12代準男爵サー・リチャード・ジョージ・マスグレイヴ (1872–1926)
- 13代準男爵サー・ナイジェル・コートネイ・マスグレイヴ (1896–1957)
- 14代準男爵サー・チャールズ・マスグレイヴ (1913–1970)
- 15代準男爵サー・クリストファー・パトリック・チャールズ・マスグレイヴ (1949-)
  - 推定相続人は現当主の弟ジュリアン・ナイジェル・シャーディン・マスグレイヴ (1951-)

## ヘイトン城のマスグレイヴ準男爵 (1638年)
- 初代準男爵サー・エドワード・マスグレイヴ（英語版） (1621頃–1673)
- 2代準男爵サー・リチャード・マスグレイヴ (1650頃–1710)
- 3代準男爵サー・リチャード・マスグレイヴ（英語版） (1675頃–1711)
- 4代準男爵サー・リチャード・マスグレイヴ (1701頃–1739)
- 5代準男爵サー・リチャード・ヘイトン (1724頃–1755)
- 6代準男爵サー・ウィリアム・マスグレイヴ (1735–1800)
- 7代準男爵サー・トマス・マスグレイヴ（英語版） (1737–1812)
- 8代準男爵サー・ジェイムズ・マスグレイヴ (1752頃–1814)
- 9代準男爵サー・ジェイムズ・マスグレイヴ (1785–1858)
- 10代準男爵サー・ウィリアム・オーガスタス・マスグレイヴ (1792–1875)
  - 彼の死後に廃絶

## トーリンのマスグレイヴ準男爵 (1782年)
- 初代準男爵サー・リチャード・マスグレイヴ（英語版） (1746–1818)
- 2代準男爵サー・クリストファー・フレデリック・マスグレイヴ (1738–1826)
- 3代準男爵サー・リチャード・マスグレイヴ（英語版） (1790–1859)
- 4代準男爵サー・リチャード・マスグレイヴ (1820–1874)
- 5代準男爵サー・リチャード・ジョン・マスグレイヴ (1850–1930)
- 6代準男爵サー・クリストファー・ノーマン・マスグレイヴ (1892–1956)
- 7代準男爵サー・リチャード・ジェイムズ・マスグレイヴ (1922–2000)
- 8代準男爵サー・クリストファー・ジョン・シェーン・マスグレイヴ (1959-)
  - 推定相続人は現当主の弟マイケル・シェーン・マスグレイヴ (1968-)

## ドラムグラスのマスグレイヴ準男爵 (1897年)
- 初代準男爵サー・ジェイムズ・マスグレイヴ (1829–1904)
  - 彼の死後に廃絶